# Angriff auf Zikim 2023

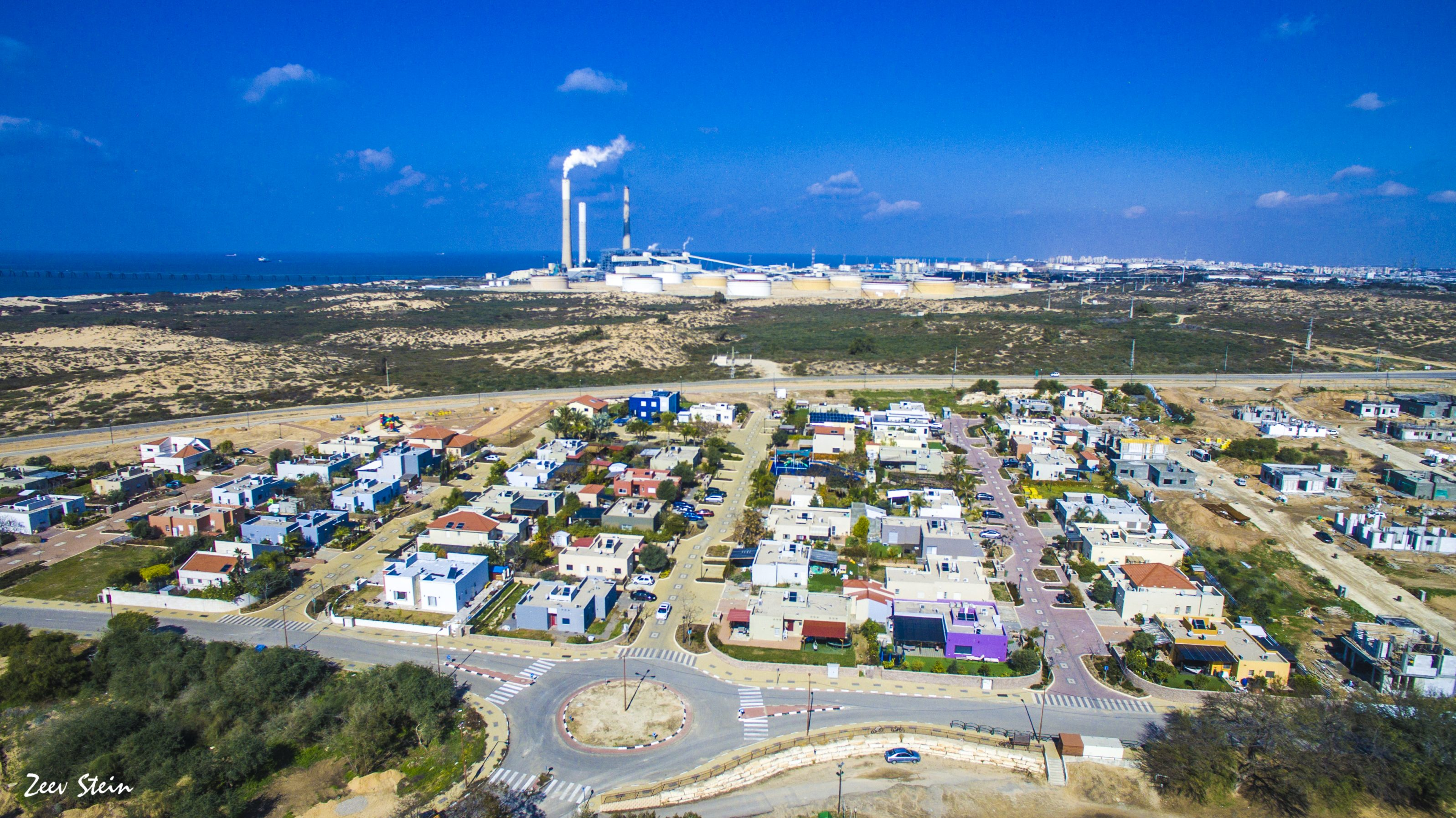
Ansicht von Südosten auf Zikim. Im Hintergrund ist das Kraftwerk Rutenberg erkennbar.

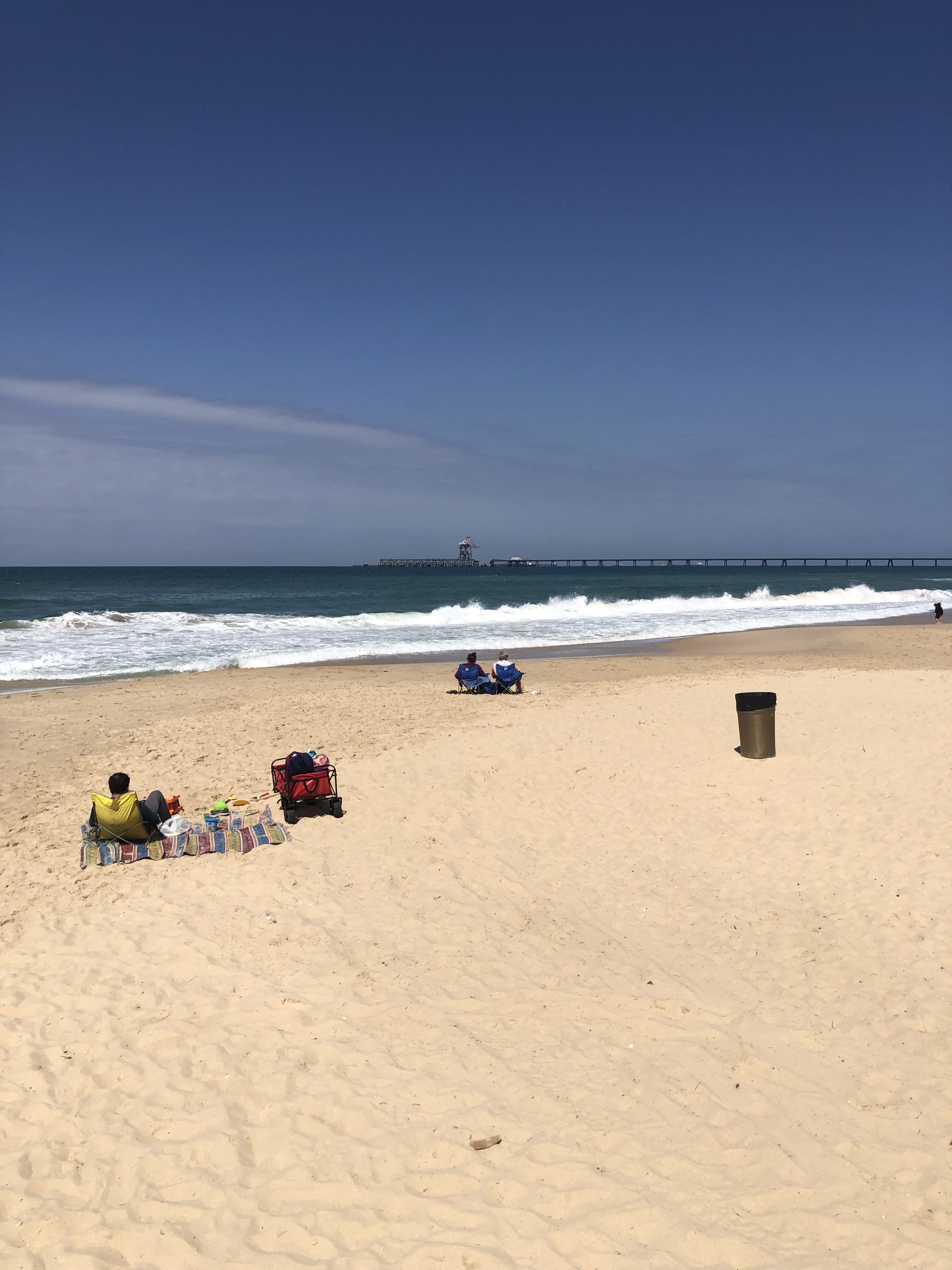
Ein Abschnitt des Strandes von Zikim.

Der Angriff auf Zikim ereignete sich während des Terrorangriffs der Hamas auf Israel ab 7. Oktober 2023, als palästinensische Terroristen der Hamas nach Überwinden der Sperranlagen um den Gazastreifen auf dem Seeweg am Strand von Zikim angelandet waren, wo sie 17 israelische Zivilisten ermordeten. Die Terroristen versuchten auch erfolglos in den Kibbuz Zikim selbst einzudringen und attackierten eine in Zikim befindliche Ausbildungsbasis und einen Außenposten der israelischen Verteidigungsstreitkräfte (IDF). Bei dem Angriff, der anschließenden Rückeroberung und der bis 11. Oktober andauernden Rückeroberung des Gebietes durch die IDF wurden mehrere israelische Soldaten getötet.

## Lage und Beschreibung
Zikim liegt im nördlichen Negev-Gebiet in Israels Südbezirk, nur rund einen bis drei Kilometer von der nördlichen Grünen Linie zum Gazastreifen entfernt und gilt als der am weitesten im Westen gelegene Küstenort Israels. Über den Strand von Zikim (Zikim Beach) hat der Kibbuz Zugang zum östlichen Mittelmeer. Der Kibbuz ist vorwiegend landwirtschaftlich geprägt und überregional für eine seit 1972 bestehende Matratzenfabrik bekannt. Südwestlich dem Kibbuz vorgelagert befindet sich eine IDF-Ausbildungsbasis (Bahad 4) des Heimatfront-Kommandos und ein IDF-Außenposten (Yiftach) des 51. Bataillons der Golani-Brigade.
Während die Grenzbarriere an Land aus einem oberirdischen Zaun sowie einem komplexen System unterirdischer Barrieren und Detektoren bestand und auf See die israelische Marine eine ständige Präsenz unterhält, die Versuche, in israelische Gewässer einzudringen, erkennen kann, gab es direkt vor dem Strand von Zikim eine Lücke in dem schmalen Flachwasserbereich, in dem weder Bodentruppen noch Schiffe problemlos operieren konnten und der nur von einem einfachen Zaun gesichert war. Während der Operation Protective Edge war es am 8. Juli 2014 vier Kampfschwimmern der Hamas gelungen, den Strand von Zikim zu erreichen, wo sie in Kämpfe mit IDF-Truppen verwickelt und schließlich getötet worden waren.
Um diese Lücke zu schließen, wurde bis Januar 2019 vor dem Strand von Zikim eine etwa 200 Meter ins Meer reichende Felswand errichtet, welche im Inneren mit einer Betonwand sowie seismischen Detektoren und anderen technischen Geräten ausgekleidet wurde. Als Überwasseranlage wurde eine neue und mit Detektoren ausgestattete Zaunanlage von bis zu sechs Metern Höhe errichtet.

## Terrorangriff der Hamas
Am 7. Oktober um 06:30 Uhr Ortszeit begann der Angriff der Hamas auf Israel mit einem massiven Raketenbeschuss, wobei in Zikim und nahezu allen anderen grenznahen Siedlungen und Städten Raketenalarm ausgelöst wurde. Kurz nach Angriffsbeginn durchbrachen Terroristen der Hamas die Sicherungsanlagen am Erez-Grenzübergang im Norden des Gazastreifens und drangen in den Moschav Netiv HaʿAssara ein, worauf der dort lebende Sicherheitsverantwortliche der Regionalverwaltung Chof Aschkelon die Bereitschaftseinheiten (hebräisch כִּתַּת כּוֹנְנוּת kittat kōnənūt, deutsch ‚Bereitschaftszug‘) in den Siedlungen der Umgebung vor eindringenden Terroristen warnen ließ. Zwischenzeitlich sperrten die IDF den Zikim-Strand und die Autobahn 4 (Kvīsch Arzī Roschī  / כְּבִישׁ אַרְצִי רָאשִׁי 4, deutsch Haupt-Landesstraße 4) von der Zikim-Kreuzung nach Netiv HaʿAssara. Durch den Raketenbeschuss kam es in Zikim zu Schäden an der Infrastruktur und zu einem Brand im nördlich von Zikim gelegenen Kraftwerk Rutenberg.
Um 6:29 Uhr hatte die Marineüberwachung Hunderte palästinensischer Fischerboote entlang der Küste entdeckt, unter deren Schutz sieben Schnellboote mit 38 Terroristen der Hamas von der Fischereizone des Gazastreifens aus in die israelischen Küstengewässer eindrangen. Die Boote fuhren rund 500 Meter von der Küste entfernt, mit etwa 30 Knoten (55 km/h) und einem Abstand von 600 bis 700 Metern zueinander. Um 6:33 Uhr meldete der Marinestützpunkt Aschdod einen bestätigten Terrorangriff vom Meer aus, weshalb die israelische Polizei angewiesen wurde, den Strand von Zikim zu räumen. Die Gaza-Division der IDF sollte darüber hinaus Infanteriekräfte zur Sicherung der Küste entsenden. 
Fünf der Hamas-Schnellboote wurden noch während der Annäherung auf See von zwei israelischen Patrouillenbooten der Dvora-Klasse des 916. Patrouillengeschwaders zerstört. Schwimmende Terroristen, sowie schätzungsweise fünf bis acht Kampftaucher der Hamas, welche von einem Unterwassertunnel aus ins Meer vorgedrungen waren, wurden in der Folge von den israelischen Marineeinheiten durch Gewehrfeuer und Granaten getötet. Daran beteiligt waren Truppen der Hafensicherheitseinheit Snapir mit Schnellbooten der Defender-Klasse. Videoaufnahmen dieser Vorgänge wurden später von den IDF veröffentlicht.
16 der Terroristen aus zwei der Booten konnten am Strand von Zikim anlanden und ermordeten dort 17 Zivilisten im Alter von 17 bis 71 Jahren, wobei die Angreifer Szenen des Angriffs auf Telegram-Kanälen übertrugen. Der Vater eines am Strand ermordeten Jugendlichen wurde am selben Tag beim Angriff auf Netiv HaʿAssara getötet. Die Sängerin und Songschreiberin Mor Gabay floh während des Angriffs vom Strand in Richtung Sderot und wurde später von Terroristen in ihrem Fahrzeug erschossen.
Eine in das Gebiet entsandte Infanterieeinheit von vier Soldaten des 51. Bataillons der Golani-Brigade aus Erez konnte die Hamas-Truppe am Strand nicht aufhalten; einer der Soldaten wurde getötet, während sich die anderen drei zurückzogen. Sechs der Terroristen bestiegen das zurückgelassene Armeefahrzeug der Soldaten und fuhren damit zum nahegelegenen Kibbuz Zikim, wo sie jedoch von der inzwischen alarmierten Bereitschaftseinheit der Siedlung gestoppt wurden. Andere Terroristen attackierten den unterbesetzten IDF-Außenposten Yiftach, wo vier Soldaten der 7. Panzerbrigade und zwei Soldaten der Golani-Brigade getötet wurden.
Darüber hinaus kam es zu einem Angriff auf die IDF-Ausbildungsbasis Bahad 4, in welcher sich 14 Kommandeure mit rund 90 Rekruten befanden, die erst zwei Monate zuvor eingezogen worden waren. Zudem hatten sich Zivilisten vom Strand in die Basis geflüchtet. Die Ausbilder befahlen die Rekruten und Zivilisten in geschützte Bereiche und bekämpften dann die vordringenden Terroristen, wobei der Basiskommandant Major Adir Abudi und fünf Ausbilder, sowie einer der Rekruten getötet wurden.

## Rückeroberung durch die IDF
Nach Eintreffen von Verstärkungen der IDF konnten die Terroristen in stundenlangen Kämpfen auf den Strandbereich zurückgedrängt werden, wobei erstmals auch der neue Radschützenpanzer Eitan durch eine Spezialeinheit der Nachal-Brigade eingesetzt worden war, dessen Indienststellung erst im Laufe des Jahres 2024 erfolgen sollte. Das Eindringen weiterer Terroristen in den Bereich wurde von der Marine und Luftwaffe verhindert. Die Rückeroberung des Gebietes von Zikim und Kämpfe mit versprengten bzw. verschanzten Terroristen dauerten bis zum Abend des 11. Oktober, wobei auch drei Soldaten der Kommandoeinheit Maglan getötet wurden.

## Nach dem Angriff
Nach dem Angriff wurde das Gebiet um Zikim zur militärischen Sperrzone erklärt und größtenteils evakuiert.
Am 24. Oktober wurden laut IDF-Angaben zwei Hamas-Taucher durch Marinekräfte getötet, welche versucht hatten, den Strand von Zikim zu erreichen. Am 28. Oktober gaben die IDF bekannt, den Kommandeur der Hamas-Marinekräfte der Gaza-Stadt-Brigade, Rateb Abu Sahiban, der unter anderem den Infiltrationsversuch am 24. Oktober geleitet haben soll, bei einem nächtlichen Luftangriff getötet zu haben. Am 10. November meldeten die IDF die Tötung von Ahmed Musa, einen der Hamas-Kommandeure der Invasion von Zikim. Am 15. November besuchte Ministerpräsident Benjamin Netanjahu die IDF-Basis in Zikim.
Am 16. November meldeten die IDF im Rahmen ihrer Bodenoffensive im Gazastreifen die vollständige Einnahme des Hafengebietes von Gaza, welches von der Hamas laut Armeeangaben als Ausbildungsstätte für ihre Marinekommandos zur Planung und Durchführung von Marineterroranschlägen genutzt worden sein soll. Dabei seien vier Gebäude und zehn Tunnelanlagen zerstört worden. Am 23. November gaben die IDF bekannt, den Kommandeur der südlichen Hamas-Marinekräfte, ʿOmar Abu Jallal, bei einem Luftangriff in Chan Yunis getötet zu haben.
Israelische Medien berichteten am 9. Juli 2024, dass der Strand von Zikim am 1. August 2024 zum ersten Mal seit dem Hamas-Angriff wieder für die Öffentlichkeit zugänglich gemacht werde. Der Strand, an dem im Zuge der Renovierungsarbeiten ein großer Schutzbunker und ein IDF-Außenposten für 20 Soldaten errichtet wird, soll zunächst nur tagsüber geöffnet sein.